# Coscinaraea columna
Coscinaraea columna är en korallart som först beskrevs av James Dwight Dana 1846.  Coscinaraea columna ingår i släktet Coscinaraea och familjen Siderastreidae. IUCN kategoriserar arten globalt som livskraftig. Inga underarter finns listade i Catalogue of Life.